# Släthuvad boklus
Släthuvad boklus (Liposcelis keleri) är en insektsart som beskrevs av Albert Günther 1974. Släthuvad boklus ingår i släktet Liposcelis, och familjen boklöss. Arten är reproducerande i Sverige.